# ピアノ協奏曲第1番 (ラフマニノフ)
ピアノ協奏曲第1番嬰ヘ短調 作品1は、セルゲイ・ラフマニノフが1890年から1891年にかけて作曲したピアノ協奏曲。

## 概要
モスクワ音楽院在学中であった1890年から1891年にかけて、同音楽院の卒業試験のために書かれた。彼は学生時代にこの曲以外にも管弦楽曲や弦楽四重奏曲を作曲しているが、この協奏曲で初めて一般的に認知され、モスクワのA・グートヘイルから記念すべき「作品番号1」として出版された。
作曲当初はラフマニノフ自身もこの作品に満足していたものの、1908年に友人のモロゾフに宛てた手紙の中で「わたしをぞっとさせる3つの作品」として《ジプシーの主題による狂詩曲 作品12》、《交響曲第1番》とともにこの作品の名を挙げている。そして1917年に（つまり第2番、第3番の協奏曲を発表した後に）徹底的に改訂され、現在のものとなっている。
なお、この改訂の後、ロシアではソヴィエト政権が樹立し、ラフマニノフは一家でフィンランドに亡命したため、この作品は彼がロシアで完成させた最後の曲ということになる。
作品は作曲者の従兄のピアニスト、アレクサンドル・ジロティに献呈されている。

## 初演
1892年3月17日、モスクワ音楽院の学生演奏会にて第1楽章のみが演奏された。作曲者自身によるピアノ、ワシーリー・サフォーノフ指揮、音楽院の学生オーケストラによる演奏。
初稿版の全曲初演は1900年12月2日。再び作曲者自身のピアノとジロティの指揮、オーケストラはモスクワ・フィルハーモニー管弦楽団の演奏で行われた。作品は概ね好評であったが、上述の通り、ラフマニノフは後に改作と呼ぶにふさわしいほど徹底的に手を加えた。改訂版の初演は1919年1月29日。ニューヨークにて、作曲者自身のピアノ、モデスト・アルトシュラー指揮、ロシア交響楽協会の演奏で行われた。

## 楽器編成
以下、独奏ピアノと共に配置される管弦楽の編成内容について示す。

### 初稿版
| 木管 | 木管 | 金管 | 金管 | 打    | 打  | 弦   | 弦 |
| ---- | ---- | ---- | ---- | ----- | --- | ---- | -- |
| Fl.  | 2    | Hr.  | 4    | Timp. | ●   | Vn.1 | ●  |
| Ob.  | 2    | Trp. | 2    | 他    |     | Vn.2 | ●  |
| Cl.  | 2    | Trb. | 3    | 他    | Va. | ●    |    |
| Fg.  | 2    | Tub. | 1    | 他    | Vc. | ●    |    |
| 他   |      | 他   |      | 他    | Cb. | ●    |    |

### 改訂版
| 木管 | 木管 | 金管 | 金管         | 打    | 打                                  | 弦   | 弦 |
| ---- | ---- | ---- | ------------ | ----- | ----------------------------------- | ---- | -- |
| Fl.  | 2    | Hr.  | 4            | Timp. | ●                                   | Vn.1 | ●  |
| Ob.  | 2    | Trp. | 2            | 他    | Cymb.、Tri. （いずれも第3楽章のみ） | Vn.2 | ●  |
| Cl.  | 2    | Trb. | 3（B-Tb.有） | 他    | Cymb.、Tri. （いずれも第3楽章のみ） | Va.  | ●  |
| Fg.  | 2    | 他   |              | 他    | Cymb.、Tri. （いずれも第3楽章のみ） | Vc.  | ●  |
| 他   |      | 他   | Cb.          | 他    | Cymb.、Tri. （いずれも第3楽章のみ） | ●    |    |

## 楽曲構成
先記の通り、当楽曲は初演後に徹底的に書き直されている。このため、その書き直された改訂版では初稿版と比べてかなり大胆な変更が見受けられる。ここでは改訂版を基に解説する。
改訂版は単調な主題の反復や過度な重音の使用を避け、技巧性からより高い芸術性を導き出すことに成功している。第2番や第3番に見られるような、10度を超える音程を多用する書法は用いられず、当時の作風を意識しての改変と思われる。
第1楽章 Vivace
嬰ヘ短調、4分の4拍子、ソナタ形式。
印象的なファンファーレで開始され、シューマンのピアノ協奏曲を思わせるピアノのオクターブの強烈な下降音型が繰り出される。カデンツァは、彼のヴィルトゥオーソぶりを示すにふさわしい。構成において特筆すべき点などは見受けられないが、第1主題に歌謡的主題、第2主題に躍動的主題が配置されていることは特徴的といえる。
第2楽章 Andante（初稿版ではAndante cantabile）
ニ長調、4分の4拍子。
幻想曲とも言える書風。協奏曲におけるごく一般的な緩徐楽章。
第3楽章 Allegro vivace（初稿版ではAllegro scherzando）
嬰ヘ短調 - 嬰ヘ長調、8分の9拍子、複合三部形式。
曲の途中において拍子の変更が多く見受けられる。激烈な印象を与える冒頭に続いて歌謡的な中間部が奏でられる。冒頭の再現のあと軍楽的な響きのコーダに入り主音のペダルで輝かしく終結する。